# Křtětice
Křtětice jsou vesnice, část města Vodňany v okrese Strakonice v Jihočeském kraji. Nachází se asi 3,5 kilometru severozápadně od Vodňan. Prochází zde silnice I/22. Ve Křtěticích je od roku 1995 vesnická památková zóna. Křtětice jsou také název katastrálního území o rozloze 4,54 km².

## Historie
První písemná zmínka o vesnici pochází z roku 1335, kdy byla uvedena jako villam Krztieticz ad oppidum Wodnan pertin. V roce 1487 byla ves zmíněna v souvislosti s tím, že byla uzavřena smlouva mezi Vodňanskýni a lidmi ze vsi Křtětic. Po konfiskaci městských statků za účast města Vodňany na stavovském povstání roku 1547, byla ves připojena ke Hluboké. V roce 1598 při dělení hlubockého panství ves připadla k Protivínu. Po třicetileté válce berní rula z roku 1654 uvádí ve vsi dvanáct obydlených selských usedlostí a dvě pusté. Od roku 1711 protivínské panství vlastnili Schwarzenbergové, a jim vesnice patřila až do zániku patrimoniální správě. V 19. století zde vzniklo několik menších usedlostí a chalup.

## Obyvatelstvo
| Rok            | 1869 | 1880 | 1890 | 1900 | 1910 | 1921 | 1930 | 1950 | 1961 | 1970 | 1980 | 1991 | 2001 | 2011 | 2021 |
| -------------- | ---- | ---- | ---- | ---- | ---- | ---- | ---- | ---- | ---- | ---- | ---- | ---- | ---- | ---- | ---- |
| Počet obyvatel | 289  | 266  | 276  | 298  | 312  | 282  | 287  | 191  | 181  | 161  | 161  | 183  | 184  | 150  | 163  |
| Počet domů     | 37   | 44   | 47   | 48   | 50   | 50   | 52   | 60   | 55   | 48   | 51   | 63   | 68   | 71   | 71   |

## Obecní správa
Při sčítání lidu v letech 1850–1980 Křtětice byly samostatnou obcí, se kterým patřily nejprve do okresu Písek, ale v roce 1950 v okrese Vodňany a od roku 1960 v okrese Strakonice. Od 1. dubna 1980 jsou částí města Vodňany v okrese Strakonice. V letech 1850–1870 a v letech 1953–1980 k obci patřil Kloub.

## Pamětihodnosti
Jako kulturní památky památky jsou chráněny celé usedlosti čp. 2, 7, 9, 19 a 37, z usedlosti čp. 32 pak stodola se špýcharem. Štíty se vyskytují v různých variantách a obměnách. Většina z nich pochází z třicátých a čtyřicátých let 19. století. Nejstarší štít datovaný letopočtem 1824 je na usedlosti čp. 7 na západní straně návsi. Sousední dům čp. 6 je příkladem klasicistní stavby z první poloviny 19. století.